# Цурбригген, Маттиас
Маттиас Цурбригген (нем. Matthias Zurbriggen; 15 мая 1856 года, Швейцария, Зас-Фе — 21 июня 1917 года, Швейцария, Женева) — швейцарский горный гид и альпинист, один из лучших горных гидов своего времени. Совершил ряд восхождений и первовосхождений в Альпах, Гималаях, Андах, горах Новой Зеландии, включая первое восхождение на высочайшую вершину Южной Америки Аконкагуа, на которую он взошёл в одиночку.

## Ранние годы
Маттиас Цурбригген родился 15 мая 1856 года в Швейцарии в Зас-Фе в семье сапожника. Через 2 года, летом 1857 года, его семья перебралась в Италию, в территориальную часть Песторена коммуны Макуньяга на южном склоне горы Монте-Моро. Когда Маттиасу было 6 лет, его отец погиб в результате несчастного случая на шахте, где он тогда работал. На момент гибели отца в их семье было 6 детей. В возрасте 14 лет Маттиас устроился на работу в городок Сьерре в кантоне Вале в Швейцарии, затем в Северную Африку, где он работал на швейцарскую компанию. Через 8 лет Маттиас вернулся в Макуньягу к семье.

## Карьера альпиниста
В середине 1880-х годов Маттиас принял решение стать горным гидом. Не имея поначалу никакого горного опыта, он самостоятельно приобрёл все необходимые навыки и начал работать с клиентами в Альпах, совершив ряд серьёзных восхождений. В 1887 году он, сопровождая английского альпиниста Оскара Эккенштейна, совершил первое восхождение на Дюрренхорн по юго-западному гребню, первое восхождение и траверс вершины Штеккнадельхорн, первое сквозное прохождение перевала Надельхорн между вершинами Ленцшпитце (4294 метра) и Надельхорн. Два года спустя Цурбригген и Эккенштейн прошли новый маршрут на Дан-Бланш по юго-восточной стене (Alpine Journal описал этот маршрут, как «худший из пройденных» на гору). Также в это время он совершил восхождения на несколько других известных альпийских вершин (Монте-Роза по кулуару Маринелли, Монблан, Маттерхорн) и стал заметной фигурой среди альпийских гидов.
В 1892 году английский барон и альпинист Мартин Конвей нанял Маттиаса для участия в своей экспедиции по Каракоруму. В рамках этой экспедиции, которая заняла 8 месяцев, они совершили первое восхождение на Пионер-Пик (6890 метров; второстепенный пик вершины Балторо-Кангри) с ледника Балторо, что являлось высочайшей покорённой вершиной в мире на тот момент.
31 августа 1894 года Маттиас Цурбригген, гид Йозеф Поллингер и английская альпинистка Лили Бристоу совершили первый спуск по северо-западному гребню Цмутт вершины Маттерхорн в Альпах. В этот же день чуть позднее по этому гребню спустилась ещё одна группа.

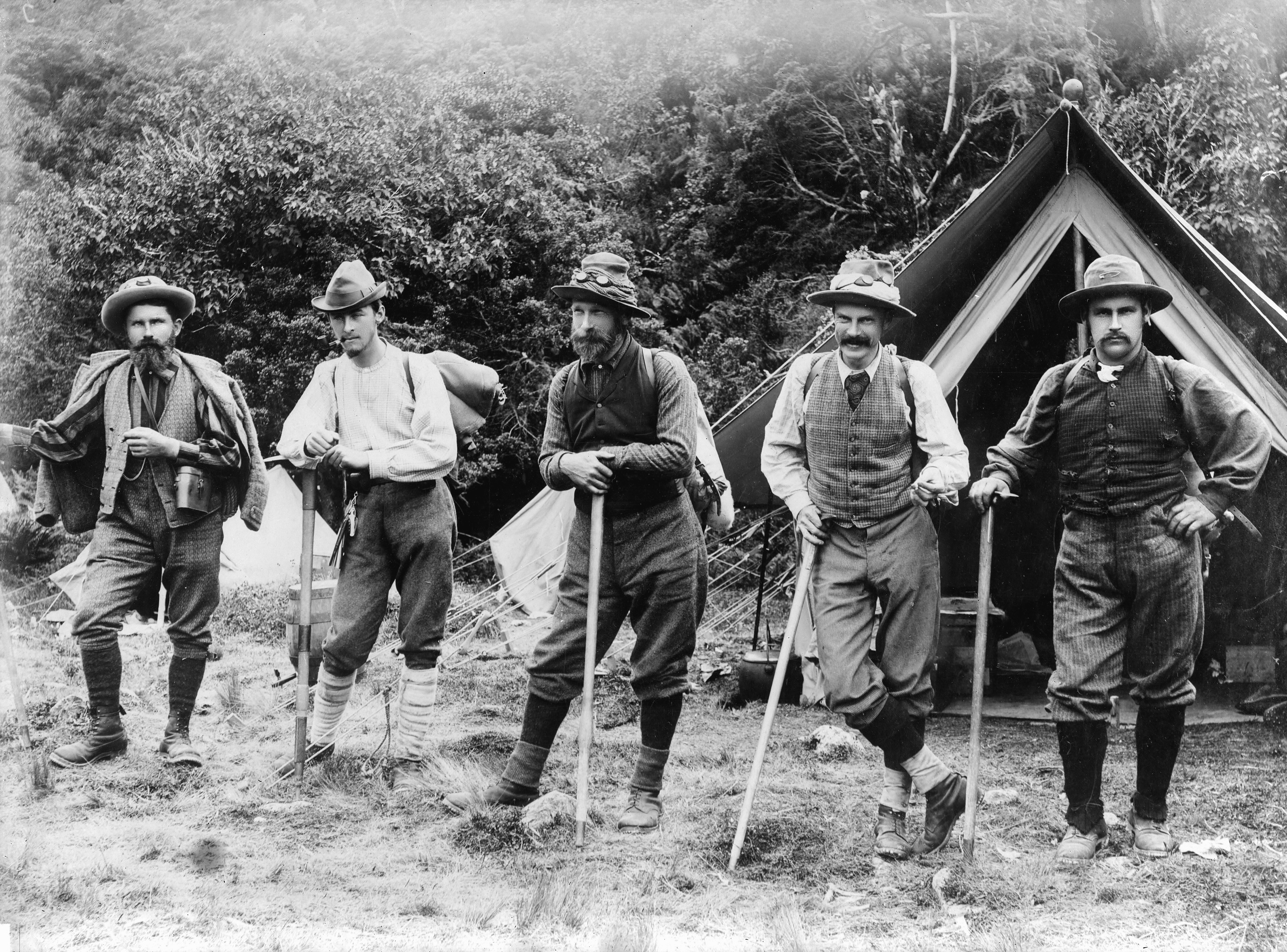
Перед восхождением на вершину Тасмана. Маттиас Цурбригген слева.

В 1895 году Маттиас прибыл в Новую Зеландию в составе команды американского альпиниста Эдварда Фицджеральда. Совместно они совершили ряд первых восхождений на вершины Новой Зеландии (вторую по высоте вершину Новой Зеландии гору Тасмана высотой 3497 метров, а также более низкие вершины Сили, Сильберхорн, Севтон и Хайдингер). 14 марта 1895 года Маттиас совершил первое одиночное восхождение на высочайшую вершину Новой Зеландии гору Кука (3754 метра) по северо-восточному гребню, что стало вторым в истории успешным восхождением на неё (впервые она была покорена тремя месяцами ранее двумя новозеландскими альпинистами). В 1896 году они повторно прибыли в Новую Зеландию, но им не удалось совершить каких-либо значимых восхождений ввиду плохих погодных условий.
В конце 1896 года Фицджеральд организовал экспедицию в Южную Америку для попытки восхождения на высочайшую вершину Анд и всего Южного полушария Аконкагуа (6962 метра). В состав экспедиции вошли также английский альпинист Стюарт Вайнс и несколько итальянских и швейцарских портеров под руководством Маттиаса Цурбриггена. Группа поднималась по маршруту, который впоследствии стал классическим. Предприняв пять попыток штурма за первые шесть недель, группа так не смогла совершить восхождение. В шестой попытке, 14 января 1897 года, все участники восхождения вынуждены были отступить в нескольких сотнях метров от вершины, но Маттиас Цурбригген решил продолжить восхождение в одиночку и успешно достиг вершины. Это стало первым удачным восхождением на Аконкагуа, одновременно и первым одиночным восхождением. Спустя месяц, 13 февраля, ещё двое членов группы (Стюарт и один из портеров) поднялись на вершину. Организатор и идейный вдохновитель экспедиции Фицджеральд, из-за усилившихся симптомов горной болезни, был не в состоянии принять участие в восхождении и, в итоге, так и не смог подняться на Аконкагуа. Затем экспедиция отправилась на юг, где Вайнс и Цурбригген совершили первое восхождение на вулкан Тупунгато.
После Южной Америки Маттиас на некоторое время возвратился в Альпы. 10 сентября 1898 года, совместно с братьями Гуглиерминами, он совершил первый проход перевала между вершинами Людвигсхёэ и Шварцхорн (4250 метров), который сейчас носит название «перевал Цурбригген».
В 1899 и 1902 годах Маттиас сопровождал известную американскую путешественницу Фанни Уоркмен, одну из первых профессиональных альпинисток, и её мужа Уильяма Хантера Уоркмена в их путешествиях по Гималаям. В 1899 году они совершили ряд первовосхождений на гималайские пяти- и шеститысячники. Взойдя на вершину Косер-Гунге (6401 метр), Фанни установила очередной мировой рекорд высоты восхождений среди женщин. Предыдущие несколько рекордов также принадлежали ей, включая две вершины в этой экспедиции в Гималаях: сначала Зигфридхорн (5700 метров), а затем вершина Буллок Уоркмен (5930 метров). В 1902 году Уоркмены вместе с Цубриггеном вернулись в Гималаи и первыми среди западных путешественников изучили ледник Чого-Лунгма.
В 1900 году, между двумя гималайскими экспедициями, Маттиас, вместе с Шипионе Боргезе, посетили Тянь-Шань, где они также совершили ряд восхождений. Однако они так и не смогли достигнуть главной цели путешествия, восхождения на вершину Хан-Тенгри.
В 1907 году Маттиас неожиданно бросил занятия альпинизмом и погрузился в нищету. Мотивы этого поступка неизвестны. Через 10 лет, 21 июня 1917 года, Маттиас Цурбригген покончил жизнь самоубийством в Женеве.

## Память
Маттиас Цурбригген признавался многими современниками и последующими альпинистами одним из лучших горных гидов своего времени. Его ценили за тщательность и педантичность при подготовке маршрутов, способность ориентироваться и находить маршрут в труднопроходимой местности, чувство уверенности и способности принимать быстрые решения там, где это было необходимо. Он считал, что существует маршрут на любую вершину. Его упорство, в сочетании с отличной физической подготовкой, позволило ему совершить ряд сложных и знаменитых восхождений по всему миру. Маттиас Цурбригген был помещён в список 10 лучших горных гидов всех времён по версии «The Mountain Encyclopedia».
В честь Маттиаса Цурбриггена были названы несколько географических объектов по всему миру: перевал Цурбригген между вершинами Людвигсхёэ и Шварцхорн в Альпах в массиве Монте-Роза, гребень Цурбригген в Новой Зеландии и вершина Церро-Цурбригген в Аргентине.